# Ptychocroca crocoptycha
Ptychocroca crocoptycha is een vlinder uit de familie van de bladrollers (Tortricidae). De wetenschappelijke naam van de soort is voor het eerst voorgesteld als Peronea crocoptycha door Edward Meyrick in een publicatie uit 1931.
De soort komt voor in Argentinië.